# MBC강원영동 삼척방송국
 MBC강원영동 삼척방송국(MBC江原嶺東 三陟放送局)은 강원특별자치도 영동 남부지역을 가시청권으로 하는 대한민국의 지상파 TV·라디오 방송국으로, 1970년 7월 22일 동해방송주식회사로 출범하여 오늘날에 이르고 있다. 본사는 강원특별자치도 삼척시 갈천동에 위치한다. 2014년 2월 19일 강원도 영동 북부지역을 가시청권으로 두고 있는 옛 강릉문화방송과의 통합이 확정되어, 2015년 1월 1일부터 MBC강원영동 삼척방송국이 되었다.

## 본사·지사 소재지
- 우25909 강원특별자치도 삼척시 새천년도로 629-59

## 연혁

### 개국 초기
- 1970년 7월 22일 : 체신부허가 제12082호 무선국허가를 취득함.
- 1970년 12월 22일 : 동해방송주식회사로 설립 약칭 (DBC) 초대 대표이사 사장 이기영 취임
- 1971년 3월 27일 : 시험전파발사
- 1971년 4월 10일 : 주파수 1350kHz, 호출부호 : HLAQ, 출력 : 1㎾로 남양동 17번지 사옥에서 개국
- 1971년 10월 1일 : 동해방송(주)에서 삼척문화방송(주) (약칭 MBC)로 상호를 변경
- 1971년 12월 22일 : 제2대 대표이사 사장 정태화 취임
- 1974년 10월 6일 : 삼척시 남양동 55-6번지 사옥 기공
- 1975년 2월 23일 : 남양동 17번지에서 55-6번지로 사옥 이전
- 1975년 4월 12일 : 삼척시 남양동 55-6번지 신축 사옥 준공
- 1977년 4월 25일 : 제6기 정기주총 자본금 (31,700,000원에서 18,300,000원) 상당의 신 주 발행. 총 자본금 50,000,000원으로 한도 발행 결의
- 1977년 5월 20일 : 신주 발행
- 1979년 7월 28일 : 사옥증축공사준공

### 1980년대
- 1980년 2월 29일 : 제3대 대표이사 사장 김형준 취임
- 1980년 12월 7일 : 언론통폐합 조치에 따라 문화 방송 계열화
- 1981년 1월 7일 : 임시주주총회 개최 4대 사장 노서을 취임
- 1981년 9월 30일 : 삼척TV중계국 개국(CH : UHF22, 출력 5㎾)
- 1982년 9월 27일 : 동해TV중계소, (CH : UHF43, 출력 : 영상5㎾, 음성 : 1㎾, 가허가 취득)
- 1983년 10월 17일 : 동해TV중계국 개국(CH : UHF22, 출력 5㎾)
- 1984년 2월 16일 : 제5대 사장 이대섭 취임
- 1984년 9월 14일 : 태백TV중계국 개국(CH : UHF43, 5㎾)
- 1984년 9월 27일 : 동해TV중계소 준공
- 1985년 1월 30일 : 라디오 송신소 이전 준공식(추암송신소)
- 1985년 3월 23일 : FM방송국 신규허가 신청
- 1985년 7월 11일 : FM방송국 가허가 취득(출력 3㎾, 주파수 102.7㎒)
- 1985년 7월 15일 : 간이TV중계소 가허가 취득(삼화, 장성, 정선, 도계, 산동, 사북, 황지)
- 1985년 9월 24일 : FM 시험 전파 발사
- 1986년 3월 7일 : 제6대 대표이사 사장 곽노환 취임
- 1986년 5월 1일 : 장성, 정선TV 개국
- 1986년 5월 26일 : FM방송국 주파수 변경(102.7㎒→98.1㎒)
- 1986년 7월 28일 : FM방송국 개국(주파수 98.1㎒, 출력 3㎾)
- 1986년 8월 28일 : 삼화TVR 개국
- 1987년 1월 17일 : 황지, 상동, 사북, 도계TVR 개국
- 1987년 11월 27일 : TV연주소 개국
- 1988년 2월 10일 : 표준FM방송국 개국(101.5㎒)
- 1988년 9월 1일 : 삼척문화방송 노조 결성
- 1988년 6월 15일 : 동해 음악FM 방송국 개국(99.9㎒)
- 1988년 7월 15일 : 여량, 회동TVR 개국
- 1988년 12월 4일 : AM출력 증강(1㎾→10㎾) 가허가
- 1989년 2월 23일 : 제7대 대표이사 사장 박창신 취임
- 1989년 5월 15일 : 호산TVR 개국

### 1990년대
- 1990년 7월 4일 : MBC 방송강령 선포식
- 1990년 7월 13일 : AM10㎾ 시험전파 발사
- 1990년 9월 1일 : AM 10㎾ 증강
- 1992년 1월 30일 : 라디오송신소 이전 준공식(추암송신소)
- 1992년 11월 11일 : 삼척시 갈천동 111번지에서 신사옥 기공식
- 1993년 11월 18일 : 보도전산 발표회
- 1994년 3월 4일 : 제8대 대표이사 사장 이양길 취임
- 1994년 7월 9일 : 삼척시 갈천동 111번지 신사옥 준공. 총 48억원을 들여 지은 새 사옥은 대지 3,700평에 연건평 1,500평 규모로 지하1층 지상3층이다. 1층에는 687평의 전산실과 각 사무실, 170평 규모의 스튜디오가, 2층은 TV주조 실, 영상 편집실, 라디오 스튜디오 5개 방송실을 갖추었다. 직제는 4국 7부 1실에서 3국7팀(총무국: 총무팀, 광고사업팀. 보도제 작국:편성제작팀, 보도팀. 기술국: 기술관리팀, 송출운용팀, 기획 심의팀)으로 직제를 9월7일 개편하였다.
- 1998년 1월 30일 : 태백TV중계소 신축 건물 준공
- 1998년 2월 20일 : 직제개편(3국 7팀에서 2 국 6팀)
- 1998년 10월 12일 : TV중계차 입소
- 1999년 3월 15일 : 제 8,9 대 사장 이,취임식 ,제 9 대 대표이사 사장 김동진 취임
- 1999년 8월 5일 : 대통령과의 대담 참석(청와대)-도내 MBC 4사 사장
- 1999년 9월 15일 : 직제개편(2국6팀->2국6부)

### 디지털 시대
- 2000년 1월 27일 : 제도개선팀 운영개시
- 2000년 11월 7일 : 함백산 UPS 검수
- 2001년 3월 8일 : 제 9,10대 대표이사 사장 이,취임식. 제 10대 대표이사 사장 고영일 취임
- 2001년 4월 6일 : 라디오 MIROS 1차 도입 설치(제작,편집,송출 시스템 아날로그->디지탈 전환)
- 2001년 6월 1일 : 직제개편(2국 6팀 => 3국 7부 1실)
- 2001년 8월 2일 : 표준FM 함백산 송신소 스테레오화 (MONO -> STEREO 변경허가 취득)
- 2001년 8월 4일 : 30년사 편찬 인쇄 업체 입찰 선정(대구 고문당종합인쇄소)
- 2001년 9월 21일 : 봉황산 표준FM중계소 개국 - 주파수 : 93.1㎒ 출력 : 3㎾
- 2002년 1월 30일 : 특별기획 3부작 "동굴" 제1부 "세계의 동굴" 제작 방송
- 2002년 3월 28일 : 특별기획 3부작 "동굴" 제2부 "한국의 동굴" 제작 방송
- 2002년 5월 17일 : 특별기획 동해 세계캠핑캐라바닝 대회 취재(5.17~5.26)
- 2002년 6월 9일 : 2002년 FIFA 월드컵 취재 TV중계차 및 중계요원 파견(6.9~6.26)
- 2002년 6월 27일 : 특별기획 3부작 "동굴" 제3부 "신음하는 동굴" 제작 방송, 창사31주년 라디오 특집다큐멘터리 "북한 아리랑" 2부작 제작방송
- 2002년 7월 10일 : 2002 삼척세계동굴엑스포 주관방송사 선정, 2002. 7.10 ~ 8. 10 / 각종 방송프로그램 제작 전국 방송
- 2002년 9월 4일 : 리스물건 "TV중계차 및 방송장비 25종" 매입
- 2002년 9월 6일 : 제15호 태풍 "루사" 피해지역 4개시군 수재민을 돕기위한 구호품 전달
- 2002년 9월 25일 : 2002 부산아시안게임 TV중계차 및 중계요원 파견, 2002.9.25~10.14 /핸드볼 전담중계/창원체육관
- 2002년 10월 17일 : 태백지사 신축공사 기공식, 삼척MBC 특집다큐멘터리 "한국의 소나무" 제작 방송
- 2002년 11월 13일 : 2003 연중캠페인 공모 "친절과 미소, 지역사랑의 시작입니다." 선정
- 2002년 11월 15일 : 직제개편(3국1실7부 -> 2국1실5부1지사)
- 2002년 11월 29일 : 제17회 전국MBC TV작품경연대회 "동굴 3부작" 촬영상 수상
- 2003년 6월 10일 : 삼척MBC 인터넷방송 AOD,VOD 서비스 실시
- 2003년 11월 6일 : 삼척MBC 태백지사 준공식
- 2004년 2월 2일 : 삼척MBC 인터넷서비스 전용회선 증속(10Mbps)
- 2004년 3월 8일 : 제10대,11대 사장 이,취임식. 제11대 사장 양영철 취임
- 2004년 8월 18일 : 중국광서 북해시 전시대 우호교류 협의서 조인식
- 2004년 11월 16일 : 제2회 방송문화진흥회 공익프로그램상 장려상 수상, 특집 다큐멘터리 "수해의 또 다른 얼굴,흙의재앙"
- 2004년 12월 1일 : 제26회 전국MBC 라디오 작품경연대회 장려상 수상, 창사 33주년 기념 특집 "창해의 꿈 - Singing like 윤도현"
- 2005년 1월 3일 : 2005년 시무식
- 2005년 3월 11일 : 제11대,12대 사장 이,취임식. 제12대 사장 구영회 취임
- 2005년 12월 27일 : 삼척MBC 초록봉송신소 준공, 디지털TV 개국 (초록봉송신소, 물리채널 42, 출력 1㎾, 함백산중계소 물리채널 14, 출력 1㎾)
- 2006년 7월 15일 : 봉황산송신소 초록봉 이설공사 준공
- 2006년 7월 26일 : 본사 확인감사 수검
- 2007년 12월 21일 : 지상파DMB방송개시 (CH 13A, 출력 2㎾)
- 2008년 3월 4일 : 제13대 대표이사 사장 신용진 취임
- 2010년 3월 15일 : 제14대 대표이사 사장 문장환 취임
- 2010년 12월 31일 : HD NPS 도입 / TAPELESS 시스템 구축
- 2011년 3월 7일 : 제15대 대표이사 사장 임무혁 취임
- 2012년 10월 25일 : 지상파아날로그TV방송 종료
- 2012년 12월 31일 : 관내 고교 졸업식(삼척MBC 사장상) 수여
- 2013년 10월 16일 : 수도권, 강원도, 충청권 디지털방송 재배치
- 2014년 2월 19일 : 강릉MBC와의 합병 승인.
- 2014년 3월 12일 : 제16대 대표이사 사장 안우정 취임
- 2015년 1월 1일 : MBC강원영동으로 출범.
- 2016년 12월 22일 : 우지 AM 송신소 준공[1]
- 2016년(날짜 불명) : AM 송신소 이전(동해시 추암동 48-1 → 삼척시 우지동 184-1)
- 2017년 3월 3일 : 제17대 대표이사 사장 장근수 취임
- 2020년 : 삼척방송국 스튜디오 철수(뉴스와 프로그램은 강릉으로 이관)

### UHD 시대
- 2018년 2월 26일 : 제18대 대표이사 사장 최중억 취임
- 2022년 9월 8일 : AM 라디오 운용 일시 휴지(1350kHz, 10kW). FM방송 전환.
- 2023년 3월 8일 : AM 라디오 송출 종료(1350kHz, 10kW).
- 2023년 6월 11일 : MBC강원영동 삼척방송국 강원특별자치도 삼척시 새천년도로 629-59 갈천동.

## TV방송
1983년 10월 17일 초록봉TV송신소에서 설치되고 4년 후 1987년 11월 27일 삼척방송국의 TV연주소를 갖추면서 개국하였고, 이후 2005년 12월 27일 디지털 TV방송을 개국하였다. 강원 영동 남부 지역과 경북 북부 일부를 가시청권역으로서 방송중이다.

### 프로그램
보도
| 프로그램명               | 방송시간           | 편성시간                    | 진행   |
| ------------------------ | ------------------ | --------------------------- | ------ |
| MBC 뉴스투데이 강원      | 월~금 30분         | 월~금 오전 07:20 ~ 07:50    | 김나연 |
| 930 MBC 뉴스 강원        | 월~금 5분          | 월~금 오전 09:35 ~ 09:40    | 김나연 |
| MBC 5시 뉴스와 경제 강원 | 월~금 5분          | 월~금 오후 5:00 ~ 5:05      | 민기원 |
| MBC 뉴스데스크 강원      | 월~금 25분 일 10분 | 20:20 ~ 20:45 20:10 ~ 20:20 | 성스리 |

교양·예능
- 생방송 전국시대
- 미디어 리뷰(월 1회)
- 맛나면 좋은 친구
- 시사 반장(격주 주일)
- 산골음악회
- 특집프로그램

### 방송 송출 시설망
- 호출부호 : HLAQ-DTV
- 가상채널 : 11-1

| 송신소        | 물리채널 | 출력  | 송신소 위치                              | 비고  |
| ------------- | -------- | ----- | ---------------------------------------- | ----- |
| 초록봉 송신소 | CH 42    | 1㎾   | 강원 동해시 비천동 산243-2               |       |
| 봉황산 중계소 | CH 27    | 90W   | 강원 삼척시 정상동 산41                  |       |
| 호산 중계소   | CH 26    | 5W    | 강원 삼척시 원덕읍 호산리 산49-1         |       |
| 함백산 중계소 | CH 14    | 1㎾   | 강원 태백시 상장동 산176-9               |       |
| 도계 중계소   | CH 29    | 20W   | 강원 삼척시 도계읍 전두리 산2-1          |       |
| 황지 중계소   | CH 45    | 20W   | 강원 태백시 소도동 산55                  |       |
| 장성 중계소   | CH 26    | 20W   | 강원 태백시 장성동 산1                   |       |
| 통리 소출력   | CH 14    | 0.05W | 강원 태백시 통동 69-8                    | [ 2 ] |
| 사북 중계소   | CH 48    | 50W   | 강원 정선군 사북읍 사북리 산155-5 지장산 |       |
| 증산 소출력   | CH 14    | 0.05W | 강원 정선군 남면 무릉리                  | [ 2 ] |
| 정선 중계소   | CH 46    | 20W   | 강원 정선군 정선읍 봉양리 산5-1 비봉산   |       |
| 회동 중계소   | CH 26    | 20W   | 강원 정선군 정선읍 회동리 염소산         |       |
| 여량 중계소   | CH 26    | 20W   | 강원 정선군 북평면 장열리 산33           |       |
| 화암 중계소   | CH 26    | 20W   | 강원 정선군 화암면 화암리 산383          |       |
| 임계 중계소   | CH 42    | 5W    | 강원 정선군 임계면 봉산리 616 (말루동)   |       |
| 예미 중계소   | CH 32    | 20W   | 강원 정선군 신동읍 조동리 산4-8          |       |

아날로그TV
- 호출부호 : HLAQ-TV

| 송신소        | 채널  | 출력 | 송신소 위치                              |
| ------------- | ----- | ---- | ---------------------------------------- |
| 초록봉 송신소 | CH 22 | 5㎾  | 강원 동해시 비천동 산243-2               |
| 봉황산 중계소 | CH 5  | 10W  | 강원 삼척시 정상동 산41                  |
| 호산 중계소   | CH 41 | 10W  | 강원 삼척시 원덕읍 호산리 산49-1         |
| 함백산 중계소 | CH 43 | 5㎾  | 강원 태백시 상장동 산176-9               |
| 도계 중계소   | CH 6  | 10W  | 강원 삼척시 도계읍 전두리 산2-1          |
| 황지 중계소   | CH 5  | 10W  | 강원 태백시 소도동 산55                  |
| 장성 중계소   | CH 41 | 100W | 강원 태백시 장성동 산1                   |
| 상동 중계소   | CH 6  | 10W  | 강원 영월군 상동읍 구래리 산1-35         |
| 사북 중계소   | CH 6  | 10W  | 강원 정선군 사북읍 사북리 산155-5 지장산 |
| 정선 중계소   | CH 6  | 10W  | 강원 정선군 정선읍 봉양리 산5-1 비봉산   |
| 회동 중계소   | CH 47 | 100W | 강원 정선군 정선읍 회동리 염소산         |
| 여량 중계소   | CH 33 | 100W | 강원 정선군 북평면 장열리 산33           |

## 라디오 방송
1971년 4월 10일 동해방송으로 AM라디오 방송을 개국하였다. 이후 1986년 7월 28일 FM라디오방송등을 차례로 개국하였다. AM라디오 1채널과 FM라디오 2채널을 운영중이며, 강원영동 남부와 경북 북부 일부지역을 가청권역으로서 방송중이다.

### 프로그램

#### MBC강원영동 삼척 라디오(강릉에서 진행)
| 프로그램명                               | 요일 | 시간 | 진행자 |
| ---------------------------------------- | ---- | ---- | ------ |
| 라디오 동서남북 (MBC강원영동 강릉방송국) | 평일 | 55분 | 민기원 |
| MBC 정오종합뉴스                         | 평일 | 5분  | 민기원 |
| MBC 15시 뉴스                            | 평일 | 5분  | 성스리 |

#### MBC강원영동 삼척 FM4U
| 프로그램                             | 요일 | 시간  | 진행자                                   |
| ------------------------------------ | ---- | ----- | ---------------------------------------- |
| 김용석의 브런치카페                  | 매일 | 1시간 | 김용석                                   |
| 정오의 희망곡                        | 매일 | 2시간 | 김지후 (춘천 수중계)                     |
| 오후의 발견 (MBC강원영동 강릉방송국) | 매일 | 2시간 | 성스리 (MBC강원영동 강릉방송국 아나운서) |

### 방송 송출 시설망
| MBC강원영동 삼척 라디오 | MBC강원영동 삼척 라디오 | MBC강원영동 삼척 라디오 | MBC강원영동 삼척 라디오 | MBC강원영동 삼척 라디오          | MBC강원영동 삼척 라디오 |
| 송신소                  | 주파수                  | 출력                    | 호출부호                | 송신소 위치                      | 비고                    |
| ----------------------- | ----------------------- | ----------------------- | ----------------------- | -------------------------------- | ----------------------- |
| 초록봉 송신소           | FM 93.1㎒               | 3㎾                     | HLAQ-SFM                | 강원 동해시 비천동 산243-2       |                         |
| 호산 중계소             | FM 93.1㎒               | 1kw                     | HLAQ-SFM                | 강원 삼척시 원덕읍 호산리 산49-1 |                         |
| 태백산 중계소           | FM 101.5㎒              | 1㎾                     | HLAQ-SFM                | 강원 태백시 상장동 산176-9       |                         |
| MBC강원영동 삼척 FM4U   |                         |                         |                         |                                  |                         |
| 송신소                  | 주파수                  | 출력                    | 호출부호                | 송신소 위치                      | 비고                    |
| 초록봉 송신소           | FM 99.9㎒               | 1㎾                     | HLAQ-FM                 | 강원 동해시 비천동 산243-2       |                         |
| 호산 중계소             | FM 99.9㎒               | 1kw                     | HLAQ-FM                 | 강원 삼척시 원덕읍 호산리 산49-1 |                         |
| 태백산 중계소           | FM 98.1㎒               | 3㎾                     | HLAQ-FM                 | 강원 태백시 상장동 산176-9       |                         |

## 관련 인물

### 역대 사장
- 초대: 이기영 (1970년 12월 ~ 1971년 12월)
- 2대 : 정태화 (1971년 12월 ~ 1980년 2월)
- 3대 : 김형준 (1980년 2월 ~ 1981년 1월)
- 4대 : 노서을 (1981년 1월 ~ 1984년 2월)
- 5대 : 이대섭 (1984년 2월 ~ 1986년 3월)
- 6대 : 곽노환 (1986년 3월 ~ 1989년 2월)
- 7대 : 박창신 (1989년 2월 ~ 1994년 3월)
- 8대 : 이양길 (1994년 3월 ~ 1999년 3월)
- 9대 : 김동진 (1999년 3월 ~ 2001년 3월)
- 10대 : 고영일 (2001년 3월 ~ 2004년 3월)
- 11대 : 양영철 (2004년 3월 ~ 2005년 3월)
- 12대 : 구영회 (2005년 3월 ~ 2008년 3월)
- 13대 : 신용진 (2008년 3월 ~ 2010년 3월)
- 14대 : 문장환 (2010년 3월 ~ 2011년 2월)
- 15대 : 임무혁 (2011년 3월 ~ 2014년 3월)
- 16대 : 안우정 (2014년 3월 ~ 2017년 3월)
- 17대 : 장근수 (2017년 3월 ~ 2018년 1월)
- 18대 : 최중억 (2018년 2월 ~ 2021년 3월)
- 19대 : 한정우 (2021년 3월 ~ 현재)

## 역대 연중캠페인
- 1997년: 동해는 세계로, 탄전은 관광지로
- 2003년: 친절과 미소, 지역사랑의 시작입니다.
- 2013년: 터치! 터치! 11, 함께해요 삼척MBC
- 2024년: 함께 열어갑니다. 강원특별시대

## 참조
1. ↑  MBC강원영동 연혁 페이지
2. 1 2  “디지털TV 방송 수신 정보 시스템”. 2013년 8월 17일에 원본 문서에서 보존된 문서. 2013년 8월 16일에 확인함.